# 消閑の挑戦者
『消閑の挑戦者』（しょうかんのちょうせんしゃ）は、岩井恭平による日本のライトノベル。イラストは四季童子が担当。角川書店（角川スニーカー文庫）より2002年11月から刊行されている。第6回角川学園小説大賞〈優秀賞〉受賞作。
驚異的な頭脳を持つが受動的な天才少女・鈴藤小槙と、そのクラスメートで小槙には及ばないが天才である能動的な少年・春野祥の2人が主人公。この2人が、世界の天才や超人、またはそれにまつわる事件に対して挑戦していく物語である。

## ストーリー

### 「パーフェクト・キング」
夏休みが間近に迫ったある日、潮天市で暮らす高校1年生の少女鈴藤小槙は怪物とまで言われる世紀の天才少年、果須田裕杜が開催するバトル・ゲーム、「ルール・オブ・ザ・ルール」に巻き込まれてしまう。成り行きから参加してしまった小槙だが、彼女のゲームでのパートナーであるクラスメイト、春野祥と離れ離れになりつつも、防御人（ディフェンダー）や敵プレイヤーの妨害をかいくぐり、幼馴染の裕杜が仕掛ける難問に挑戦していく。

### 「永遠と変化の小箱」
「ルール・オブ・ザ・ルール」が幕を下ろして最初の夏休み。ある人物からの招待状を受け取った鈴藤小槙は、チェスの世界王者決定戦が行われる超大型客船“うてな”で、天才的な科学者灰火秋アキヒコが治める火山島、灰火秋島に向かっていた。しかし船は謎の武装集団の襲撃を受けて占拠され、島に上陸していた小槙も火山の大噴火という危機的な事態に遭遇してしまう。

### 「ロスト・エリュシオン」
夏休みも終わりに差し掛かった頃。鈴藤小槙は従姉妹の鈴藤いるるに連れられて、「ルール・オブ・ザ・ルール」でのパートナー、春野祥と共に“混沌の街”アウルスシティを訪れる。そこで小槙は、人体改造実験によって“超人”の力を手に入れた少年、イオ・アンセルメと出会う。少年と心を通わせる小槙だったが、“超人”の研究を行っていた施設で爆破事件が発生し、小槙も次第に事件の中心へと巻き込まれていく…。

## 主な登場人物

### 主人公
鈴藤 小槙 （すずふじ こまき）
高校1年生の少女。関西弁を話す。15歳。
その頭脳はスーパーコンピュータすら軽く凌駕しているのだが、授業では頭の回転が良すぎて複雑に考えすぎてしまい解答が出せない事が多く、他の人からは頭の悪い天然ボケだと思われている。学校のテストもいつも最下位。運動能力や社交性もゼロに近い。あらゆる事を理論的に認識する為、感情には疎い。
理論型のネクストであり、超飛躍を行う事で更に演算能力を上げる事が出来る。果須田裕杜曰く「超飛躍のキング」で、「ルール・オブ・ザ・ルール」で果須田裕杜に勝利するという偉業を成し遂げた。
春野 祥 （はるの さち）
高校1年生の少年で、小槙とはクラスメート。16歳。
蔵人・チカと共に何度も世界中の天才に挑戦し続けており、頭脳・格闘の勝負方法を問わず全勝している。
普通の元気な少年であり、よく小槙をからかっている。小槙が本当は自身を大きく超える天才である事を知り、そして共に困難に立ち向かっていった事により、小槙の事が気になる存在となっていく。
閃き型のネクストであり、超飛躍を行う事で物事を"突破（ブレイクスルー）"する為の順路が見える。ただし、彼は自分の意思で超飛躍が出来ない。

### 1巻に登場
果須田 裕杜（かすだ ゆうと）
世界最高の頭脳を持つ怪物と言われる。
ゲーム・プログラマーであり、多くの分野で博士号を持つ天才。特にコンピュータ分野では既存の製品の性能を飛躍的に上昇させた事で知られる。
世界中から天才を招待し、街一つを使ったバトル・ゲーム「ルール・オブ・ザ・ルール」を開催する。
また彼は先天性のアルビノで髪も肌の色もほとんど白、さらに赤い瞳という独特の容姿を持つ。昔に亡くなったという2歳上の姉・明葉（あかは）と共に、小槙とは幼馴染み。
祇園寺 新汰（ぎおんじ あらた）
前世紀の違産と言われる天才数学博士・祇園寺蓮の孫。17歳。
「ルール・オブ・ザ・ルール」の参加者で、パートナーは祖父の祇園寺蓮。
ネクストであり、超飛躍を行う事で相手の表情や動きから心理状態を読む事が出来る。
小さい頃祖父に連れて行ってもらった学会のパーティで、一度だけ小槙と会ったことがある。
安住 蔵人（あずみ くらんど）
警視庁の警部で、幹部候補。25歳。
「ルール・オブ・ザ・ルール」の参加者で、パートナーはチカ。頭の回転が非常に速い。
祥・チカと共に何度も世界中の天才に挑戦し続けており、頭脳・格闘の勝負方法を問わず全勝している。
ネクストであり、超飛躍を行う事が出来る。
詩音間 チカ（しねま ちか）
高校2年生にして、数々の名曲を生み出した作曲家。作曲家としての名義はChica。
「ルール・オブ・ザ・ルール」の参加者で、パートナーは蔵人。どちらかと言うと肉体派。
祥・蔵人と共に何度も世界中の天才に挑戦し続けており、頭脳・格闘の勝負方法を問わず全勝している。
ネクストであり、超飛躍を行う事で論理性を無視した自由な発想による創造を行う事が出来る。

### 2巻に登場
灰火秋 秋日子（うたびし あきひこ）
予言者の一族と言われる灰火秋家の現当主。天才科学者。当主である為、一族のしきたりとして他の人の前に姿を見せない。妹のあかりですらその姿を見た事はない。
灰火秋 灯（うたびし あかり）
秋日子の妹。14歳。好奇心旺盛で行動的。同時に天才でもあり、コンピュータに関する知識と技術は非常に高い。
晶良（あきら）
苗字は無い。助手兼主治医として灰火秋家に世話になっている女性。19歳。灰火秋秋日子の恋人であると専らの噂。
矢羽・ジラフェ・時字（やはね・じらふぇ・ときじ）
通称キリン。灰火秋島に住む高名な地質学者の元で弟子をしている。

### 3巻に登場
イオ・アンセルメ
病葉研究室の4番目の被験体で、チャットルーム"Elysium"でのハンドルネームは「Axxon」。最も成功に近い超人。17歳。
記憶力・計算力・反射神経など脳に関する能力が非常に高く、普段の小槙も超えている。
12歳の頃から記憶障害が起きており頻繁に記憶を無くしていた。現在では手術により更に悪化しており、眠るたびに12歳以後の記憶が消えてしまう。その為、毎日数百倍に圧縮された独自の暗号で日記をつけており、起きてからそれを読む事により5年分の記憶を1分もかからずに補填する事が出来る。
体は大柄であるが心は優しく、自分達実験体の行く末も憂いている。
森野 いずみ（もりの いずみ）
病葉研究室の最初の被験体で、チャットルーム"Elysium"でのハンドルネームは「Pandora」。大学内で春野祥と出会い友達になるが、その正体は世界最悪の暗殺者終野いずみ（おわりの いずみ）である。果須田祐社と同じミュータントで、常人離れした運動能力を持つがその分脳への負担が大きく、言語中枢の障害によって日本語しか話す事が出来ない。人体改造の研究成果を得る為に大学内に潜入していた。
クラウディア・ヘルダーリン
病葉研究室の2番目の被験体で、チャットルーム"Elysium"でのハンドルネームは「Athena」。人体改造実験によって超飛躍を可能とし、五感を極限まで広げる「ミネルヴァの梟」という能力を得る。だが1回しか超飛躍が出来ないという欠点を抱え、普段は限界の10分の1程度に能力を抑えている。また能力の副作用として感情をコントロールする能力が失われ、些細な事で激怒したり、怒鳴り散らす事がある。
車 善鉄（チャ ソンチョル）
病葉研究室の3番目の被験体で、チャットルーム"Elysium"でのハンドルネームは「Perseus」。人体改造実験によって超飛躍を可能とし、五感を刺激する情報を完璧に写し取る「メドゥーサの盾」という能力を得る。彼は超飛躍するのに制限はないが、代償として声帯機能と人と意思を疎通する能力が失われ、自閉症のような状態に陥っている。
鈴藤 いるる（すずふじ いるる）
小槙の従姉にして同居人。20歳の大学生。
小槙が一点集中の思考を得意とするのに対し、彼女は複数の事項を同時に思考する並行的（デュアル）思考を得意とし、雑談をしつつ片手でクロスワードパズルを解き、さらにもう片方の手で大学のレポートも書くという離れ業を見せたこともある。しかし日常生活能力はほぼ皆無で、入浴や着替えも満足に出来ずにいつも小槙に手伝ってもらっている。
酒を飲むと饒舌になり、すぐ服を脱ごうとするなど酒癖はかなり悪い（いるる曰く小槙の酒癖もかなり悪いらしい）。
病葉 剣花（わくらば けんか）
病葉研究室の責任者である博士で28歳、人体改造によって超人を生み出す研究をしている。自他共に認めるマッドサイエンティストで、自ら開発した老化防止薬を服用しているため実年齢より遥かに若く見える。

## 用語
超飛躍（ウルトラ・ジャンプ）
興奮物質が異常分泌される事により脳が一時的に活性化する生理現象。これが起こせる者はごく僅かで、その現れ方には個人差がある。身体に大きな負担を掛ける為、長時間の使用は困難。これを使用している間、視神経の活発化による血流増加により瞳が深紅に染まる。
果須田裕杜の父である超心理学者・果須田厚志が提唱した概念だが、その存在は証明されておらず、学説としては認められていない。
ネクスト
超飛躍が出来る人種。大きく分けて、純粋に思考に特化した理論（セオリー）型と、身体を動かしながらのとっさの閃きに特化した閃き（フラッシュ）型がいる。
超人
病葉研究室の研究テーマであり、病葉研究室により改造された人間。サイレントシナプスを覚醒させる事により常時ネクストと同レベルかそれ以上の頭脳を持つ。最新の被験者であるイオの場合、計算能力・反射神経・五感などが超飛躍していない小槙を上回っている。
超飛躍に頼る事なく果須田祐社を超える人間を作る事が目的であった。
ミュータント
生まれつき驚異的な頭脳を持つ、文字通り突然変異の人間。ネクストとは異なり常時この状態であるが、その能力は超飛躍しているネクストを上回る。ただしその代償として体が弱くなりがちであり、極端に短命になってしまう。果須田裕杜もミュータントであり、灰火秋アキヒコもそうであった可能性がある。
ルール・オブ・ザ・ルール
1巻で果須田裕杜が世界の天才達を招いて開催したリアル・ゲーム。「参加者が果須田裕杜に挑戦する」という形式。舞台は潮天市全域。観客やマスコミ、そして参加者も普通のゲームである思っていたが、果須田の開催直前の宣言により命がけのゲームである事が発表された。ただし失格になっても命を失う訳ではなく、宣言後も参加者の大半は何の迷いもなく参加している。
ルールの概要は以下の通り。
- 参加者は2人1組。一方が失格になった時点でもう一方も失格。
- 各組にパソコン端末が1つ支給され必要な情報を参照できる。各参加者に、参加者を認識するエントリーリング（ブレスレット）と、パートナーとの会話やシステムメッセージを聞く為の通信用ワイヤレスホンが支給される。
- 口頭で"ギブアップ"と言う、エントリーリングを破壊される、死亡する、プログラム（後述）を全て失うのいずれかで失格。他の参加者への攻撃は自由。果須田祐社いわく「警察に発見・拘束されないなら殺人もルールとして認める」とのこと。ちなみにこの宣言は全世界生中継されている映像の中で堂々となされたものであり、このゲームの異端ぶりがうかがえる。
- ゲームは幾つかのステージで構成される。各ステージごとにクリア条件が1つ提示され、失格にならずにそれを満たす事で次のステージへ進める。また、ステージ開始時に参加者からランダムに3人が選ばれ、選ばれた者は主催者が認める範囲で自分自身の考えたルールを1つ追加・変更できる。
- ゲーム開始時、各参加者には1組につきランダムにプログラムが1つ配られる。個々に異なる効果を持ち使用する事でゲームを有利にする事が出来るが、基本的に使い切りであり、プログラムを1つも所持していない状態になると失格となる。また、プログラムはパートナーと共有する。
- 参加者とは別に防御人（ディフェンダー）が300人以上おり、参加者を狙う。参加者が防御人を1人倒すごとに、その参加者にはプログラムが1つ与えられる。またディフェンダー達は参加者を刈った数だけ報酬が得られるという条件で果須田裕杜に雇われた「賞金稼ぎ」であり、「賞金首」であるリングをしている人間を発見すると、警告も躊躇も無くいきなり命を狙ってくる。

ヘラナ
灰火秋島の科学者によって製作された自律思考型シミュレーション・マシン。ハードは200の演算装置を並列に繋いで秒間500兆回の演算が可能。ソフトは自己増殖と自己破壊により経験の蓄積と成長を行う。メガシップ"うてな"上でチェス世界王者とのタイトル戦を行った。
エリュシオン（Elysium）
アウルス大学滞在中に、小槙が偶然見つけたチャットルーム。複雑難解な暗号を解いて初めてルームメンバーになることが出来る。メンバーは小槙のほかには、"Axxon"、"Athena"、"Pandora"、"Perseus"。

## 舞台
潮天市（しおあまし）
小槙と祥が住んでいる、開発途上の新都市。ルール・オブ・ザ・ルールの舞台であり、うてなの寄港地でもあった。
首都からは離れているが新幹線が通っており、流行の発信地として発展している。主な施設として、様々な店が軒を連ねる地下街、船の通行の為に中央部が回転する鉄橋・潮天市ドライバーズブリッジ、果須田裕杜の全面協力により作られたテーマパーク・潮天シーサイドパークがある。
うてな
最新鋭の超大型客船。総トン数10.9万トン、全長289メートル、全幅36メートル。乗客最大2500人、乗組員1000人以上。セキュリティ管理はコンピュータで行われている。
作中の航海では潮天市や灰火秋島の他、ハワイ諸島などにも寄港している。また、その船上でとヘラナとチェス世界王者とのタイトル戦が行われた。
灰火秋島（うたびしとう）
潮天市から百数十キロ離れた沖合にある島。人口約500人。灰雪山という活火山がある。200年前、当時無人島だったこの島にやってきた灰火秋一族が代々所有している。主に人間に関する研究をしていた科学者の一族であった為、現在も科学者が集まる島として知られる。
ウォリスランド共和国
人口571万人、国土面積2.2万平方km。首都はアウルスシティ、17の州とシティからなる。地理的にはヨーロッパの南方に位置する。1年前の政権交代で急進派がトップにつき、市民権の獲得を容易にした為、世界中の優秀な人材と犯罪者が集まるようになっている。ただし犯罪の検挙率は非常に高い。
アウルス大学
アウルスシティにある大学。ウォリスランドの知が集まる場所であり、ウォリスランドの、そしてアウルスの混沌が最も集約された場所と言ってもいい。
病葉研究室（わくらばけんきゅうしつ）
アウルス大学内にある研究室。所長は病葉剣花。研究テーマは、人体改造による超人の作成。その研究は国家プロジェクトにもなっている。

## 既刊一覧
- 岩井恭平（著）・四季童子（イラスト） 『消閑の挑戦者』 角川書店〈角川スニーカー文庫〉、既刊3巻（2005年5月31日現在）
  1. 「パーフェクト・キング」2002年11月30日発売[3]、ISBN 4-04-428801-1
  2. 「永遠と変化の小箱」2003年7月31日発売[4]、ISBN 4-04-428803-8
  3. 「ロスト・エリュシオン」2005年5月31日発売[5]、ISBN 4-04-428809-7